# Lista de instituições de ensino superior da Argentina
Lista de universidades da Argentina.

## Universidades Públicas
- Universidade de Buenos Aires
- Universidade Tecnológica Nacional
- Universidade Nacional de Catamarca
- Universidade Nacional de Chilecito
- Universidade Nacional de Córdoba
- Universidade Nacional de Cuyo
- Universidade Nacional de Entre Ríos
- Universidade Nacional de Formosa
- Universidade Nacional de General San Martín
- Universidade Nacional de General Sarmiento
- Universidade Nacional de Jujuy
- Universidade Nacional de La Matanza
- Universidade Nacional de La Pampa
- Universidade Nacional de la Patagonia Austral
- Universidade Nacional de la Patagonia "San Juan Bosco"
- Universidade Nacional de La Plata
- Universidade Nacional de La Rioja
- Universidade Nacional de Lanús
- Universidade Nacional de Lomas de Zamora
- Universidade Nacional de Luján
- Universidade Nacional de Mar del Plata
- Universidade Nacional de Misiones
- Universidade Nacional de Quilmes
- Universidade Nacional de Río Cuarto
- Universidade Nacional de Río Negro
- Universidade Nacional de Rosário
- Universidade Nacional de Salta
- Universidade Nacional de San Juan
- Universidade Nacional de San Luis
- Universidade Nacional de Santiago del Estero
- Universidade Nacional de Tres de Febrero
- Universidade Nacional de Tucumán
- Universidade Nacional de Villa María
- Universidad Nacional del Centro de la Provincia de Buenos Aires
- Universidade Nacional do Comahue
- Universidade Nacional del Litoral
- Universidade Nacional do Nordeste
- Universidad Nacional del Noroeste de la Provincia de Buenos Aires
- Universidad Nacional del Sur

## Universidades Privadas
- Universidad Abierta Interamericana
- Universidad del Aconcagua
- Universidad Adventista del Plata
- Universidad Atlántida Argentina
- Universidad Austral (Argentina)
- Universidad de Belgrano
- Universidad Caece
- Universidad de CEMA
- Universidad Católica de La Plata
- Universidad Católica Argentina
- Universidad del Norte Santo Tomás de Aquino
- Universidad Católica de Córdoba
- Universidad Católica de Salta
- Universidad de Ciencias Empresariales y Sociales
- Universidad del Cine
- Universidad de Concepción del Uruguay
- Universidad de la Cuenca del Plata
- Universidad Torcuato Di Tella
- Universidade Argentina da Empresa
- Universidad Favaloro
- Universidad de Flores
- Universidad Argentina John F. Kennedy
- Universidad Popular de Madres de Plaza de Mayo
- Universidad de Mendoza
- Universidade de Morón
- Universidad de Palermo
- Universidad del Salvador
- Universidad de San Andrés
- Universidad Blas Pascal
- Universidad Católica de Cuyo
- Universidad Católica de Santa Fe
- Universidad Católica de Santiago del Estero
- Universidad Champagnat
- Universidad de Congreso
- Universidad de San Pablo-Tucumán
- Universidad de la Fraternidad de Agrupaciones Santo Tomás de Aquino
- Universidad de la Marina Mercante
- Universidad del Centro Educativo Latinoamericano
- Universidad del Museo Social Argentino
- Universidad Empresarial Siglo 21
- Universidad ISALUD
- Universidad Juan Agustín Maza
- Universidad Maimónides
- Universidad Notarial Argentina